# Літківський бій
Лі́тківський бій відбувся 19 січня (1 лютого) 1919 року неподалік с. Літки між військами більшовицької Червоної гвардії, що наступали на Київ, та бійцями Чорноморських куренів Армії УНР.
Тривалий час вважалося, що бій відбувся на рік раніше ― 1918 року, і в ньому брали участь частина юнкерів одразу після Бою під Крутами,[⇨] проте архівні документи спростовують цю версію.[⇨]

## Поширена версія
За поширеною очевидцями бою та їхніми нащадками версією, після бою під Крутами між курсантами новоутвореної Української Народної Республіки і вояками Червоної Гвардії новоутвореної Російської Федеративної Республіки, невеликий загін у складі 24 юнкерів Київської військової школи ім. Богдана Хмельницького відступав у напрямку до Києва, столиці УНР. Залізницею вони доїхали до станції Бобрик (далі вона була захоплена військами Муравйова), пішки пройшли через село Семиполки і лісом дійшли до Літок. Там загін став на ночівлю. Вже на світанку в село увійшли вояки підрозділів Червоної Гвардії, воїни УНР вступили з ними у нерівний бій. З них 20 бійців загинули в бою, 4-х окупанти стратили. Після бою підрозділи Червоної Гвардії рушили далі, на Київ. Пізніше місцеві селяни позвозили загиблих і поховали їх у братській могилі.
Цю версію озвучував історик Володимир Улянич у 2008 році.
У ЗМІ озвучувалися також дані, що бій відбувся все ж 1919 року, але також фігурували 24 юнкери-учасники бою під Крутами.

## Документальні відомості
Згідно з архівними відомостями, які надають метричні книги православних Миколаївської та Троїцької церков містечка Літки, ніяких масових поховань 1918 року у Літках не було зафіксовано. Проте є записи № 4-17, 18, 19 про смерть та поховання вояків УНР, які загинули 18-20 січня (2 лютого) 1919 року та були поховані 22 січня (4 лютого) того ж року у загальній братській могилі на новому кладовищі (що при дорозі у с. Семиполки).
На основі цих даних співробітники ЦДІАК України відтворили деякі подробиці тих подій у містечку Літки. 18 (31) січня 1919 року розвідкою більшовиків було убито воїна одного з полків української Директорії, який перебував на варті. Головний бій відбувся 19 січня (1 лютого), у ньому брали участь вояки 1-го та 2-го Чорноморських куренів армії УНР. Їх супротивниками були більшовицькі війська (за припущенням ЦДІАК України, червоноармійці 1-го радянського Богунського полку, командир Микола Щорс), у бою загинуло 14 вояків УНР. Ще один помер від ран через 2 дні.
Загалом внаслідок цих боїв у містечку Літки загинуло та померло від ран 16 вояків УНР, які були поховані 22 січня (4 лютого) 1919 р. у братській могилі. Відомі імена та прізвища двох з них — Олександр Коротенко з Васильківського повіту Київської губернії та Анатолій Іванович Кисловський з міста Прилуки Полтавської губернії.
Факт загибелі та чисельність вбитих в бою з радянського боку за архівними документами встановити не вдалося. Більшовики захопили Літки і, продовживши наступ, 23 січня (5 лютого) увійшли до Києва.

## Пам'ять
В пам'ять про загиблих вояків Української Республіки на їх могилі в селі Літках було встановлено хрест.

## Оцінки
У 2009 році президент України Віктор Ющенко наголошував на важливості вивчити події, пов'язані з Літківським боєм, повернути з небуття імена невідомих героїв, а ці події охарактеризував як «яскравий приклад героїчної поведінки нашої молоді часів української революції 1917—1921 років».